# Beauveria arenaria
Beauveria arenaria är en svampart som först beskrevs av Petch, och fick sitt nu gällande namn av Arx 1986. Beauveria arenaria ingår i släktet Beauveria och familjen Cordycipitaceae.   Inga underarter finns listade i Catalogue of Life.